# Џамија Гулфем Хатун
Џамија Гулфем Хатун (тур. Gülfem Hatun Camii) џамија је посвећена Гулфем султанији, једној од супруга отоманског султана Сулејмана I. Џамија је саграђена негде око 1561.
Након што је султанија Хурем — омиљена Сулејманова супруга — умрла, чини се да је замењена са Гулфем, заједно са још неколико конкубина. У међувремену, Гулфем је саградила џамију у главном граду, али приходи од њене добротворне фондације нису били довољни, те је она џамију продала једној од конкубина.